# Maledizione delle risorse

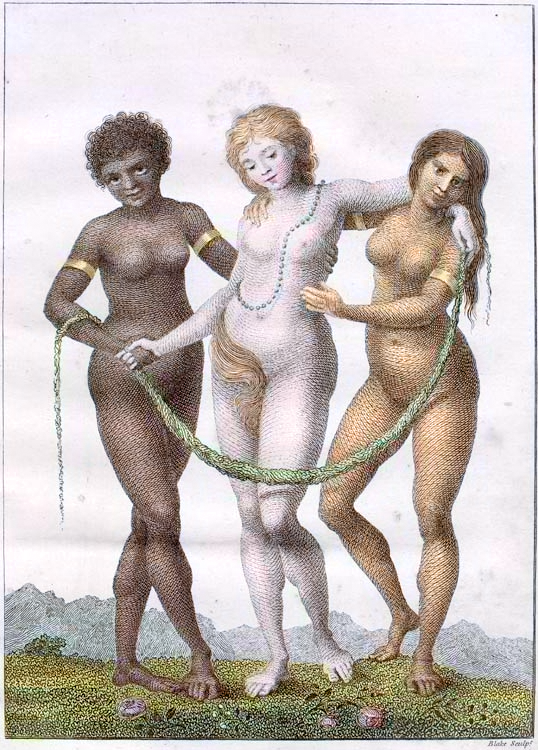
Un'allegoria di William Blake del 1796: l'Europa sostenuta dall'Africa e dall'America

La locuzione maledizione delle risorse (anche paradosso dell'abbondanza o oro falso) si riferisce al paradosso per cui i paesi e le regioni con un'abbondanza di risorse naturali, in particolare di risorse non rinnovabili come minerali e combustibili, tendono ad avere minore crescita economica e peggiore sviluppo rispetto ai paesi con meno risorse naturali. 
Questo si ipotizza accada per molteplici ragioni, inclusi il declino nella competitività degli altri settori economici (a causa dell'apprezzamento del tasso di cambio reale come conseguenza dell'afflusso nell'economia dei redditi derivanti dall'esportazione delle risorse), la volatilità dei redditi del settore delle risorse naturali dovuta all'esposizione alle oscillazioni del mercato globale delle materie prime, la cattiva amministrazione governativa delle risorse, nonché la debolezza, l'inefficacia, l'instabilità o la corruzione delle istituzioni (in qualche modo dovuta alla facile distrazione del flusso reale o previsto dei redditi derivanti dalle attività estrattive). 

## Tesi della maledizione delle risorse
(Juan Pablo Pérez Alfonzo, politico venezuelano)
L'idea che le risorse naturali possano essere economicamente più una maledizione che una benedizione cominciò ad emergere negli anni ottanta. In quest'ottica, l'espressione tesi della maledizione delle risorse fu utilizzata per la prima volta da Richard Auty nel 1993 per descrivere come i paesi ricchi di risorse naturali fossero incapaci di utilizzare tale ricchezza per spingere le proprie economie e come, paradossalmente, questi paesi abbiano minore crescita economica rispetto ai paesi privi di abbondanti risorse naturali. Numerosi studi, incluso quello di Jeffrey Sachs e Andrew Warner, hanno dimostrato un collegamento tra l'abbondanza di risorse naturali e la scarsa crescita economica. Questa sconnessione tra la ricchezza di risorse naturali e la crescita economica può essere vista prendendo ad esempio i paesi produttori di petrolio. Nel periodo 1965-1998, nei paesi dell'OPEC, la crescita del prodotto nazionale lordo pro capite è stata in media negativa del 1,3%, mentre nel resto dei paesi in via di sviluppo, la crescita pro capite si è attestata in media al 2,2%. Alcuni sostengono che gli afflussi finanziari relativi agli aiuti esteri possano provocare effetti che sono simili alla maledizione delle risorse.

## Effetti negativi e cause

### Conflittualità
Le risorse naturali possono provocare, e spesso provocano, conflitti all'interno delle società (Collier 2007), portando diversi gruppi e fazioni a lottare per la loro spartizione. A volte tali conflitti emergono apertamente sotto forma di lotte separatiste nelle regioni in cui le risorse vengono prodotte (come nel caso della provincia di Cabinda, nell'Angola, ricca di petrolio), ma spesso avvengono in forme più nascoste, come gli scontri tra diversi ministri o uffici governativi per ottenere risorse di bilancio. Ciò tende ad erodere le capacità del governo di funzionare con efficacia. Ci sono diverse principali tipologie di relazioni tra le risorse naturali e i conflitti armati. Primo, gli effetti della maledizione delle risorse possono minare la qualità dei risultati governativi ed economici, aumentando quindi la vulnerabilità dei paesi a forme conflittuali ('maledizione delle risorse'). Secondo, i conflitti possono avere ad oggetto il controllo e lo sfruttamento delle risorse e l'allocazione dei loro redditi ('guerra delle risorse'). Terzo, l'accesso ai redditi delle risorse da parte dei belligeranti può prolungare i conflitti ('conflitto delle risorse'). Secondo uno studio accademico, un paese del tutto normale che ha esportazioni di materie prime pari al 25% circa del PNL, è a rischio conflitto al 33%; quando invece le esportazioni sono il 5% del PNL, le possibilità di un conflitto scendono al 6%.

### Tassazione
In molte economie che non sono dipendenti dalle risorse naturali, i governi tassano i cittadini, i quali pretendono in cambio una gestione efficiente e responsabile. Questa relazione stabilisce un patto politico tra i governanti e i cittadini. Nei paesi le cui economie sono dominate dalle risorse naturali, tuttavia, il governo non ha bisogno di tassare i propri cittadini, poiché ha a disposizione una fonte di reddito garantita dalle risorse naturali. Ciò fa venir meno questo patto tra governanti e cittadini. Inoltre coloro che beneficiano del benessere generato dallo sfruttamento delle risorse naturali possono percepire una società con servizi pubblici efficienti e attenti come una minaccia ai benefici di cui godono, e possono intraprendere iniziative per ostacolarli. Come conseguenza, i cittadini hanno spesso scarsi servizi dai propri governanti, e se i cittadini si lamentano, i soldi provenienti dallo sfruttamento delle risorse naturali permettono ai governi di pagare le forze armate per tenere a bada la popolazione. I Paesi le cui economie sono dominate dal settore estrattivo tendono ad essere più repressivi, corrotti e peggio gestiti.

### Male olandese
Il male olandese è un fenomeno economico in cui i redditi derivanti dall'esportazione di una risorsa naturale portano all'aumento del tasso di cambio reale e all'incremento degli stipendi, causando così un danno ai settori economici produttivi della nazione. Questo rende i settori tradable, particolarmente agricoltura e manifattura, meno competitivi nei mercati mondiali. L'incremento del reddito nazionale porta spesso a un aumento della spesa pubblica (sanità, sicurezza sociale, difesa) che fa salire il tasso di cambio reale e fa crescere i salari. Il declino nei settori esposti alla competizione internazionale e la conseguente sempre maggior dipendenza dai redditi derivanti dalle risorse naturali, lasciano l'economia in balia delle oscillazioni di prezzo delle risorse naturali. In aggiunta, poiché in generale la produttività aumenta più velocemente nel settore manifatturiero, l'economia si perderà quei miglioramenti di produttività.

### Volatilità dei redditi
Le quotazioni di alcune risorse naturali sono soggette ad ampie fluttuazioni; ad esempio i prezzi al barile del petrolio greggio sono saliti da 10 USD circa nel 1998-1999 fino a oltre 140 USD nel 2008. Quando le entrate di un governo sono dominate dagli afflussi generati dallo sfruttamento delle risorse naturali (ad esempio, petrolio e diamanti rappresentavano il 99,3% delle esportazioni dell'Angola nel 2005), tale volatilità può mandare a monte i progetti governativi. I repentini mutamenti nelle condizioni economiche che ne conseguono, provocano spesso la rottura di contratti, erodendo così la certezza del diritto.

### Eccessivo indebitamento
Poiché i governi si aspettano un incremento delle entrate nel futuro, sono portati ad accumulare debito, anche nel caso in cui ricevano i redditi derivanti dalle risorse naturali. Tale comportamento è favorito dal fatto che, se il tasso di cambio reale aumenta, attraverso afflussi di capitale o il male olandese, ciò rende i pagamenti degli interessi sul debito meno onerosi. Inoltre le risorse naturali del paese agiscono come garanzia assicurando un maggior merito creditizio. Ma, se i prezzi delle risorse naturali iniziano a scendere, e se il tasso di cambio reale scende, un governo non avrà il denaro con cui pagare un debito più costoso. Ad esempio, molti paesi ricchi di petrolio come la Nigeria e il Venezuela videro rapide espansioni del proprio indebitamento durante il boom petrolifero degli anni settanta; tuttavia, quando i prezzi del petrolio crollarono nel decennio successivo, i banchieri smisero di finanziarli e molti rimasero in arretrato con i pagamenti, accumulando interessi di mora che hanno fatto crescere i loro debiti sempre più.

### Corruzione
Nei paesi ricchi di risorse naturali, è spesso più facile mantenere il potere attraverso l'allocazione delle risorse a elettori privilegiati, piuttosto che attraverso politiche economiche tese alla crescita e alla realizzazione di un sistema equilibrato e ben regolamentato. I copiosi flussi finanziari generati dalle risorse naturali alimentano questa corruzione politica. Il governo ha minore necessità di costruire l'infrastruttura istituzionale per regolamentare e tassare l'economia produttiva estranea al settore delle risorse naturali, portando così al mancato sviluppo dell'economia. La presenza di paradisi fiscali all'estero, fornisce ampie opportunità per i politici corrotti di nascondere le proprie ricchezze.

### Mancanza di diversificazione ed effetto enclave
La diversificazione economica può essere trascurata dalle autorità o ritardata nell'ottica dell'elevata redditività, seppur temporanea, che le risorse naturali, seppur limitate, assicurano. I tentativi di diversificazione che vengono attuati consistono spesso in progetti di imponenti opere pubbliche che possono essere incauti o mal amministrati. Tuttavia, anche se le autorità tentano di diversificare l'economia, ciò è reso difficile dal fatto che l'estrazione delle risorse è enormemente più redditizia e mette fuori gioco gli altri settori. I paesi esportatori di risorse naturali spesso diventano sempre più dipendenti dal settore estrattivo col passare del tempo. Mentre il settore delle risorse naturali tende a fornire ampi redditi finanziari, spesso fornisce pochi posti di lavoro, e tende a funzionare come un'enclave con poche integrazioni, sia a monte, sia a valle, con il resto dell'economia.

### Risorse umane
I paesi che fanno affidamento sulle esportazioni di risorse naturali possono tendere a trascurare l'istruzione, non vedendone l'immediato bisogno. Le economie povere di risorse come Taiwan o la Corea del Sud, al contrario, hanno profuso enormi sforzi nell'istruzione, e ciò ha contribuito in parte al loro successo economico (si veda la voce Tigri asiatiche). Altri ricercatori, tuttavia, contestano tale conclusione, sostenendo che le risorse naturali generano rendite facilmente tassabili che nella maggior parte dei casi hanno portato a un incremento nella spesa pubblica nell'istruzione.

### Libertà e democrazia
È stato anche argomentato che gli alti e i bassi nella quotazione del petrolio possano essere correlati con gli alti e i bassi nell'implementazione dei diritti umani nei paesi maggiori produttori.

## Critiche

### Crescita economica
Uno studio del 2008 sostiene che la maledizione svanisce quando, anziché osservare l'importanza relativa delle esportazioni di risorse naturali nell'economia, ci si riferisce a una differente misura: l'abbondanza relativa di risorse naturali nel terreno. Utilizzando tale variabile per confrontare i paesi, risulta che la ricchezza di risorse naturali nel terreno è correlata ad una crescita economica leggermente superiore e a un numero leggermente inferiore di conflitti armati. Che un'alta dipendenza dalle esportazioni di risorse naturali sia in correlazione con le cattive politiche e gli altri effetti non è causato dall'elevato livello dell'esportazione di risorse. Il rapporto di causa ed effetto va nella direzione opposta: i conflitti e le cattive politiche hanno creato la pesante dipendenza dalle esportazioni di risorse naturali. Quando il caos e le politiche economiche di un paese fanno fuggire gli investitori stranieri e invogliano gli imprenditori locali a rivolgersi all'estero alla ricerca di migliori opportunità, l'economia subisce una distorsione. Le fabbriche possono chiudere e gli affari possono svanire, ma il petrolio e i metalli preziosi rimangono per essere sfruttati. L'estrazione delle risorse naturali diventa il "settore di default", che funziona ancora dopo che gli altri si sono fermati.

### Conflitti civili
Uno studio del 2008 afferma che la scoperta di giacimenti petroliferi fa effettivamente diminuire le probabilità di una guerra civile, inclusi i propositi di guerra. A tale sorprendente risultato si giunge grazie alla forte relazione inversa tra il petrolio e le guerre secessioniste.

### Democrazia
Uno studio del 2007 analizza la relazione a lungo termine tra il settore petrolifero e il tipo di regime, provando la tesi secondo la quale nel lungo periodo la dipendenza da risorse naturali non influisce sulla prevalenza della democrazia.